# Bithia ancyrensis
Bithia ancyrensis là một loài ruồi trong họ Tachinidae.